# 傑克·巴姆比
傑克·巴姆比（英語：Jack Barmby；1994年11月14日—）是一位英格蘭足球運動員。在場上的位置是中場。他現在效力於英格蘭足球超級聯賽球隊萊斯特城足球俱樂部。他也代表英格蘭各級國青隊參賽。

## 外部連結
- 足球数据库：傑克·巴姆比的球员统计数据